# Ким Деџунг
Ким Деџунг (кореј. 김대중; Хауидо, 6. јануар 1924 — Сеул, 18. август 2009) био је јужнокорејски политичар који је био председник Јужне Кореје од 1998. до 2003. године. Добитник је Нобелове награде за мир 2000. године. Носио је надимак „Нелсон Мандела Јужне Кореје” због побољшања односа са Северном Корејом.